# Данцигский кризис
Данцигский кризис — политический кризис накануне начала Второй мировой войны. Продолжался с марта 1939 года до начала войны 1 сентября 1939 года. Возник из-за обострения разногласий между нацистской Германией и Польшей из-за Данцига (с 1945 — Гданьск). Город, на момент кризиса населённый преимущественно немецким населением, на протяжении своей долгой истории попеременно управлялся то польскими, то германскими властями. После раздела Польши с 1793 года городом правила Пруссия, а с 1871 года — Германская империя.
В конце Первой мировой войны город перешел под управление Лиги Наций (по Версальскому договору). В рамках своей агрессивной внешней политики после прихода нацистов к власти в Германии Адольф Гитлер стремился вернуть Данциг под контроль Германии, а также предлагал, чтобы Польша подписала Антикоминтерновский пакт. Позиции в этом споре были сформулированы в последние дни марта 1939 года, когда Германия выдвинула требования относительно Данцига и Польского коридора, а Польша их отвергла. После чего Гитлер начал планировать полномасштабное вторжение, сообщив своим подчиненным, что он больше не заинтересован в мирном урегулировании вопроса. 3 апреля он распорядился: «Подготовка [к нападению на Польшу] должна осуществляться таким образом, чтобы реализация была возможной в любое время, начиная с 01.09.39».
Несмотря на то, что Великобритания и Франция гарантировали территориальную целостность Польши, ключевые германские должностные лица, такие как Иоахим фон Риббентроп, были убеждены, что войны из-за Польши не будет. Вступив в союз с Великобританией и Францией, поляки так и не добились от них внятного обещания поддержки в вопросе о Данциге; более того, им было прекрасно известно, что оба их союзника склоняются в этом отношении на сторону Германии. На нацистские провокации поляки не реагировали; но раздававшиеся со стороны Запада настойчивые просьбы пойти на уступки тоже игнорировали.
Кризис достиг своего пика, когда 1 сентября 1939 года германские войска вторглись в Польшу в ходе операции «Вайс», что положило начало Второй мировой войне. После начала немецкого вторжения Великобритания и Франция объявили войну Германии. Таким образом, вопрос Данцига сыграл центральную роль в крахе дипломатии и начале войны в Европе.